# Bordado seridoense
O bordado seridoense, também conhecido como "bordado de Caicó" ou "bordado do Seridó", trata-se de um estilo de bordado típico da região do Seridó, no Rio Grande do Norte. No entanto, não se trata de um ponto específico, e sim de um forma de bordar que resulta em um lado avesso perfeito. Devido a esse artesanato peculiar da região, a cidade de Caicó passou a integrar o projeto Caminhos do fazer - Guia de produtos associados ao turismo, desenvolvido pelo Ministério do Turismo, devido a sua identificação e registro de produtos com representatividade cultural e identidade regional.

## Histórico
Segundo relatos dos habitantes da região do Seridó, o bordado seridoense teve sua origem no bordado típico da Ilha da Madeira; provavelmente a introdução desta prática ocorreu entre o final do século XVIII e o início do século XIX, por meio dos colonizadores portugueses, durante a fase de interiorização da província. Esta arte em Portugal foi, por muito tempo, praticada apenas para ornamentar igrejas e vestes eclesiásticas..  Posteriormente, os bordados madeirinos migraram para as casas e passaram a ser comercializados por meio dos britânicos, no final do século XIX.
A atividade de bordar desde então é uma atividade prioritariamente feminina e executável na esfera doméstica. Os trabalhos de agulha, presentes em enxovais e roupas foram - e ainda o são - realizados no âmbito de espaços tradicionalmente femininos, como a casa ou o atelier de costura, o bordado tem seu espaço nas casas e fora delas, como em eventos importantes e que marcam fases da vida, tais como: batizados, casamentos, festas e rituais religiosas e, até mesmo, os enterros. Era um meio de ocupar o tempo, disciplinar o corpo, prepara-se para o casamento e para o cuidado com a família. Usualmente, trata-se de uma prática cuja transmissão é geracional, daí o uso contínuo da expressão "de mãe para filha" para se referir ao aprendizado oral e também tradicional.
Na região, o bordado tem sido parte da vida das mulheres. Na década de 40 passa a ser comercializado atendendo à demanda de enxovais para a região e para além dela , mas é após os anos de 1970 que ele efetivamente se torna trabalho por meio das políticas públicas de geração de trabalho e renda durante os períodos de seca. Assim, a tarefa feminina se transforma em alternativa para obtenção de recursos e possibilidade de trabalho para além da lavoura. 
As cidades de Caicó e Timbaúba dos Batistas são os locais onde mais se reflete essa tradição.

## Padrão
O Bordado Seridoense apresenta características semelhantes ao bordado típico da Ilha da Madeira, em Portugal; tais indícios podem ser comprovados através das estampas atuais, flores e pístilos; Porém as mulheres seridoenses deram características próprias, se utilizando de cores vivas, representando a fauna e a flora locais.
No Bordado Seridoense há a predominância dos elementos florais e uma contínua reinterpretação da natureza. Outro nível de comparação é o estilo dos pontos: alto relevo (ponto cheio, ponto aberto, cordonê e richelieu), matiz, rococó, crivo, ponto sombra, ponto haste, matame, rústico. Muitas vezes, esses bordados também compõem com aplicações de renda, outros tecidos, metálicos e plásticos (como lantejoulas, miçangas e canutilhos); e, mais notadamente, a organização dos motivos e composições para as peças, usualmente, representando, no caso dos florais, "ramalhetes de flores". O processo de produção passa pelo riscado, que é a base de qualquer bordado e onde é elaborado o desenho; o cobrir, que é o bordado propriamente dito, quando se ornamenta o tecido a partir das técnicas dos pontos, lavagem e engoma e, por fim, armazenamento. 
O bordado é realizado diretamente sobre o tecido, geralmente utilizando linho, percal ou polialgodão. As técnicas mais utilizadas são o Richilieu, Matiz, Ponto Cheio, turco, granito, ponto reverso, crivo, bainha, ponto aberto e pesponto. Em contraste com o bordado do litoral, totalmente branco, o bordado seridoense é colorido, formando principalmente flores e arabescos. Originalmente, este artesanato era produzido à mão, apenas com agulha e linha, mas atualmente as bordadeiras já se utilizam de máquinas de costura. São realizadas principalmente sobre caminhos de mesa, panos de bandeja, lençóis de cama, toalhas para lavabo, toalhas de banho, redes, camisetas e blusas de cambraia. Usam-se, também, bordados no enxoval de recém-nascidos se utilizando de linha de seda. Atualmente, o bordado ora artesanal se tornou um produto industrializado, feito em série, visando a produção em grande quantidade para atender o mercado brasileiro e europeu.